# 華寧県
華寧県（かねい-けん）は、中華人民共和国雲南省玉渓市に位置する県。

## 歴史
前111年（元鼎6年）に毋単県が設置される。1276年（至元13年）に寧州が設置され、1912年の州制廃止に伴い寧県が設置される。1913年に黎県、1932年に華寧県と改称される。1958年に杞麓県と合併し通海県とされたが、翌年再び華寧県が設置され現在に至る。

## 行政区画
下部に1街道、3鎮、1民族郷を管轄する。
- 街道
  - 寧州街道
- 鎮
  - 盤渓鎮、華渓鎮、青竜鎮
- 民族郷
  - 通紅甸イ族ミャオ族郷